# Drapelul Comorelor

Proporțiile drapelului: 3:5

Drapelul național al Comore (oficial Franceză: Union des Comores Arabă: الاتّحاد القمريّ‎, al-Ittiḥāsdd al-Qamariyy) a fost desenat în 2001 și a fost oficial adoptat pe 7 ianuarie 2002. Acesta continuă să afișeze semiluna și cele patru stele, care este un motiv care a fost utilizat în diverse forme din anul 1975 în timpul mișcării de independență.

## Desen
Desnul constă într-o semilună de culoare albă cu patru stele albe în interiorul unui triunghi verde. Drapelul are patru dungi albe, care simbolizează cele patru insule ale națiunii: galben este pentru Mohéli, alb este pentru Mayotte (revendicat de Comore, dar administrat de Franța), roșu este pentru Anjouan și albastru este pentru Grande Comore. Steaua și semiluna sunt pentru a simboliza Islamul, care este religia majoritară în țară.

## Foste drapele ale Comorelor

Drapelul Comorelor din perioada de pre-independență înainte de iulie 1975 până în ianuarie 1976
Drapelul Comorelor sub regimul lui Ali Soilih (ianuarie 1976-mai 1978)
Drapelul Republicii Federale Islamice Comore (mai 1978-1992)
Drapelul Republicii Federale Islamice Comore (1992-1996)
Drapelul Republicii Federale Islamice Comore (1996-decembrie 2001)

## Foste drapele ale insulelor individuale

Drapelul Grande Comore
Drapelul Anjouan
Drapelul Mohéli